# Rendezvous im Salzkammergut
Rendezvous im Salzkammergut ist ein österreichischer Heimatfilm aus dem Jahre 1948 von Alfred Stöger mit Herta Mayen, Inge Konradi, Hans Holt und Josef Meinrad in den Hauptrollen.

## Handlung
Fritzi Werner und Gretl Wiesinger sind zwei junge Frauen, die im Wien der frühen Nachkriegszeit ihren Lebensunterhalt als Stenotypistinnen verdienen. Ihren diesjährigen Sommerurlaub verbringen sie in St. Gilgen im oberösterreichischen Salzkammergut. Gretls Freund, mit dem sie sich demnächst verloben will, ist der Juniorchef des dortigen Seehotels. Aus Kostengründen reisen die beiden jungen Damen getrennt an, und zwar per Anhalter. Dabei lernt Gretl den charmanten Thomas Brand kennen, der sie in seinem Fahrzeug mitnimmt.
Derweil ist Fritzi bereits in St. Gilgen angekommen, wo man sie zunächst für die erwartete neue Kellnerin hält. Da sie gegen einen Nebenverdienst nichts einzuwenden hat, nimmt Fritzi den Job in Peters Hotel-Restaurant gern an. Prompt verliebt sich der Juniorchef in sie. Auch Gretl hat sich während der Autofahrt von Wien nach St. Gilgen in ihren hilfsbereiten Mitnehmer Brand verguckt. Vor Ort gibt es noch einige kleinere Verwicklungen, ehe die beiden neu gefundenen Paare auf dem Annenfest endlich zusammenkommen.

## Produktionsnotizen, Veröffentlichung
Kleines Rendezvous im Salzkammergut entstand Mitte 1947 in den Ateliers von Wien-Schönbrunn sowie in und um St. Gilgen im Salzkammergut. Friedrich Erban übernahm die Produktionsleitung. Fritz Jüptner-Jonstorff entwarf die Filmbauten. Rudolf Nussgruber war Stögers Regieassistent.
Der Streifen wurde am 27. März 1948 an vier Wiener Kinos uraufgeführt, die bundesdeutsche Premiere war am 25. Dezember 1948 in Wiesbaden. Am 22. April 1949 startete der Film in Berlin. In den USA war er erstmals im Jahr 1950 zu sehen und in Schweden ab dem 7. Januar 1952. In Italien wurde der Film unter dem Titel Appuntamento nel Salzkammergut veröffentlicht.

## Kritiken
„Ähnlich wie Hubert Marischkas nur wenige Wochen später startender ‚Herr Kanzleirat‘ ist auch der Lustfilm ‚Rendezvous im Salzkammergut‘ ein gutes Stück Tourismuswerbung. Die Region zeigt sich von ihrer attraktivsten Seite, wobei auch klargemacht wird, dass es ein gewisses Preisgefälle zwischen den Hotels und Herbergen gibt – dass es also auch für den sprichwörtlichen kleinen Mann – hier in Gestalt zweier junger, lediger, berufstätiger Damen – noch allerhand Raum gibt zur wirtschaftlichen Verbesserung. Der spätere Theaterproduktions-Abfilmungspezialist Alfred Stöger zeigt sich hier von seiner beschwingtesten Seite.“
Das Lexikon des Internationalen Films befand: „Leichtgewichtige Unterhaltung vor hübscher Landschaftskulisse.“